# 三毛一夫
三毛 一夫（みけ かずお、1883年（明治16年）5月20日 - 1973年（昭和48年）9月1日）は、日本の陸軍軍人。最終階級は陸軍中将。

## 経歴
和歌山県出身。旧紀州藩士・陸軍大尉、三毛敏徳の長男として函館で生まれる。成城学校（現成城中学校・高等学校）、大阪陸軍地方幼年学校、中央幼年学校を経て、1903年（明治36年）11月、陸軍士官学校（15期）を卒業。翌年3月、歩兵少尉に任官し近衛歩兵第4連隊付となる。1910年（明治43年）11月、陸軍大学校（22期）を卒業した。
1911年（明治44年）12月、歩兵大尉に昇進し参謀本部員となる。1914年（大正3年）2月、ロシアに留学し、同年9月、ロシア軍に従軍。1916年（大正5年）6月に帰国して参謀本部員に就任。1917年（大正6年）12月、シベリアに派遣され諜報活動に従事。1918年（大正7年）6月、歩兵少佐に進み歩兵第18連隊大隊長に就任、近衛歩兵第4連隊付を経て、同年11月、オムスク駐在となる。1919年（大正8年）2月から12月まで浦塩派遣軍司令部付（オムスク特務機関）としてシベリア出兵に出動。参謀本部員（ロシア班）を経て、1921年（大正10年）1月、再び浦塩派遣軍司令部付となる。参謀本部員を務め、1922年（大正11年）4月、歩兵中佐に昇進。近衛歩兵第4連隊付、参謀本部員（ロシア班長）を経て、1924年（大正13年）12月、歩兵大佐に進みスウェーデン公使館付武官に発令。ソ連大使館付兼スウェーデン公使館付武官、参謀本部付を経て、1927年（昭和2年）7月、歩兵第43連隊長に就任。1930年（昭和5年）8月、陸軍少将に進級し歩兵第9旅団長となる。
1932年（昭和7年）4月、第11師団司令部付に転じ、近衛師団司令部付を経て、1934年（昭和9年）3月、第1独立守備隊司令官に就任。同年8月、陸軍中将に進んだ。1936年（昭和11年）3月、第7師団長に親補され、1937年（昭和12年）8月、予備役に編入された。
1938年（昭和13年）3月からハルピン学院院長を務めた。1947年（昭和22年）11月28日、公職追放仮指定を受けた。

## 栄典
位階
- 1904年（明治37年）4月7日 - 正八位[5]
- 1905年（明治38年）8月18日 - 従七位[6]
- 1910年（明治43年）9月30日 - 正七位[7]
- 1915年（大正4年）10月30日 - 従六位[8]
- 1920年（大正9年）11月30日 - 正六位[9]
- 1934年（昭和9年）9月1日 - 従四位[10]
- 1936年（昭和11年）10月1日 - 正四位[11]

勲章
- 1934年（昭和9年）2月7日 - 勲二等瑞宝章[12]

外国勲章佩用允許
- 1935年（昭和10年）9月21日 - 満州帝国：満州帝国皇帝訪日記念章[13]

## 親族
- 弟 三毛逸（陸軍大佐）[1]
- 義父 林太郎（陸軍中将）[1]